# Rímac (distrito)
O distrito de Rímac é um dos quarenta e três distritos que formam a Província de Lima, pertencente a Região Lima, na zona central do Peru.
O distrito foi criado em 2 de fevereiro de 1922 pelo então presidente Leguia, sendo seu primeiro prefeito o senhor Juan Nicolini. E um dos distritos mais antigos da Província de Lima. Fica no norte da província ao lado do rio Rimac.
Prefeito: Pedro Rosario Tueros (2019-2022). 

## Transporte
O distrito de Rímac é servido pela seguinte rodovia:
- PE-1N, que liga o distrito de Aguas Verdes (Região de Tumbes) - Ponte Huaquillas/Aguas Verdes (Fronteira Equador-Peru) - e a rodovia equatoriana E50 - ao distrito de Lima (Província de Lima)[1][2][3]